# Predsednik Ruske federacije
Predsednik Ruske federacije, tudi predsednik Rusije (rusko Президент России) je vodja države in je najvišji vladni položaj v Rusiji. Izvršna oblast je razdeljena med predsednika in premierja, ki je šef vlade.  
Položaj je bil ustanovljen leta 1991 in po razpadu Sovjetske zveze so bili na položaj izvoljeni trije posamezniki. Prvi predsednik je bil Boris Jelcin, ki je bil izvoljen 12. junija 1991 za petletni mandat. Po ustavi iz leta 1993 se volitve izvedejo vsaka štiri leta. Kandidira lahko ruski državljan starejši od 35 let, ki ima stalno prebivališče v Rusiji vsaj 10 let.

## Volitve
Volitve predsednika v glavnem ureja Zakon o predsedniških volitvah (PEL) in Temeljna jamstva volilnih pravic (BGL). Volitve razpisuje Svet federacije ali centralna volilna komisija. Dan volitev je druga nedelja v mesecu, volilna enota pa je ozemlje Ruske federacije kot celote. Vsaka frakcija spodnjega doma ruskega parlamenta pravico imenovati kandidata za predsedniške volitve. Najmanjše število podpisov za predsedniškega kandidata, ki ga predloži neparlamentarna politična stranka je 100.000. 
Mandat predsednika je bil leta 2008, v času predsedovanja Dmitrija Medvedjeva, podaljšan s štirih na šest let. Predsednik je izvoljen v dvokrožnem sistemu vsakih šest let. Če noben kandidat v prvem krogu ne prejme absolutne večine, se kandidata z največ glasovi uvrstita v drugi krog. Zadnje predsedniške volitve so potekale leta 2018, naslednje bodo leta 2024.

### Pogoji
Kandidat za predsednika mora biti državljan Ruske federacije, star najmanj 35 let, v Rusiji pa mora imeti stalno prebivališče najmanj 25 let. Nima in ni smel posedovati nobenega tujega državljanstva ali dovoljenja za prebivanje v tujini. Dolžina zahtevanega prebivanja je bila sprva 10 let, a je bila z ustavnimi spremembami leta 2020 povišana na 25 let.
Ruska ustava omejuje število mandatov, ki jih lahko ima predsednik, in sicer na dva mandata. Prej je ustava predsednika omejila le na dva zaporedna mandata, kar je nekdanjemu predsedniku omogočilo, bi bil ponovno izvoljen. Po ustavnih spremembah leta 2020 lahko predsednik predseduje zgolj dva mandata, tudi če nista zaporedna. Kljub temu pa je sedanjemu predsedniku Vladimirju Putinu in nekdanjim predsednikom omogočeno opravljati še dva mandata.

## Prevozna sredstva
Nacionalne prevozne storitve za ruskega predsednika zagotavlja SPG, ki je enota v okviru Zvezne zaščitne službe.
- Limuzine 
  - Aurus Senat – glavni avto
  - Mercedes-Benz S600 Pullman Guard

- Spremljevalni avtomobili 
  - Mercedes-Benz (vključno z razredom G)
  - Chevrolet

- Častno spremstvo (motorna kolesa) 
  - BMW

Letalske storitve za predsednika zagotavlja letalska družba Rossiya Airlines.
Glavni članek: Rusko predsedniško letalo
- Letala za potovanja na dolge razdalje 
  - Iljušin Il-96-300PU (dolge razdalje) – glavno letalo
  - Iljušin Il-62M (dolge razdalje)
  - Dassault Falcon 900 (dolge razdalje)
  - Tupoljev Tu-154 (srednje doseg)
  - Jakovlev Jak-40 (kratki doseg)
  - Tupoljev Tu-214PU
- Helikopterji 
  - Mil Mi-8

Predsedniško letalo uporablja enako barvno shemo kot standardno letalo Rossiya, le da ima še ruski grb ali na vzpetini predsedniško zastavo namesto ruske. 
Spomladi 2013 so v moskovskem Kremlju zgradili helipad. Gradnja helikopterske ploščadi za predsednika je stala 200 milijonov rubljev (približno 6,4 milijona dolarjev). Helipad se nahaja v vrtu Tainitsky v Kremlju, blizu zunanjega obzidja.

## Seznam predsednikov Ruske federacije
| #    | Portret                                              | Ime                                 | Mandatno obdobje  | Mandatno obdobje  | Stranka                       |
| ---- | ---------------------------------------------------- | ----------------------------------- | ----------------- | ----------------- | ----------------------------- |
| 1.   |                                                      | Boris Jelcin Борис Ельцин           | 10. julij 1991    | 31. december 1999 | neodvisen                     |
| 1.   | Prvi predsednik Ruske federacije.                    | Boris Jelcin Борис Ельцин           |                   |                   |                               |
| 2.   |                                                      | Vladimir Putin Владимир Путин       | 31. december 1999 | 7. maj 2008       | Единая Россия Združena Rusija |
| 2.   | Pred tem predsednik vlade in član varnostnega sveta. | Vladimir Putin Владимир Путин       |                   |                   |                               |
| 3.   |                                                      | Dimitrij Medvedjev Дмитрий Медведев | 7. maj 2008       | 7. maj 2012       | Единая Россия Združena Rusija |
| 3.   | Pred tem predsednik vlade.                           | Dimitrij Medvedjev Дмитрий Медведев |                   |                   |                               |
| (2.) |                                                      | Vladimir Putin Владимир Путин       | 7. maj 2012       | trenutno          | Единая Россия Združena Rusija |
| (2.) | Pred tem predsednik vlade.                           | Vladimir Putin Владимир Путин       |                   |                   |                               |